# Châlons-sur-Vesle
Châlons-sur-Vesle is een gemeente in het Franse departement Marne (regio Grand Est) en telt 161 inwoners (1999). De plaats maakt deel uit van het arrondissement Reims.

## Geografie
De oppervlakte van Châlons-sur-Vesle bedraagt 4,5 km², de bevolkingsdichtheid is 35,8 inwoners per km².
De onderstaande kaart toont de ligging van Châlons-sur-Vesle met de belangrijkste infrastructuur en aangrenzende gemeenten.

## Demografie
Onderstaande figuur toont het verloop van het inwonertal (bron: INSEE-tellingen).